# Cezaryzm
Cezaryzm – określenie systemu rządów, którego nazwa wywodzi się od tytułu Caesar, występującego w starożytnym Rzymie.

## Charakterystyka
Cezaryzm to rządy jednostki (jedynowładztwo), których źródłem są jej osobiste zasługi (np. jako wodza wojskowego) i mające szerokie poparcie mas ludowych. Zakres władzy w cezaryzmie jest bardzo szeroki i nie wynika z faktu jej dziedziczenia. Charakterystyczny dla krajów postkolonialnych, ze świeżo uzyskaną niepodległością.
Przykładem cezaryzmu były w przeszłości rządy Napoleona I i jego bratanka Napoleona III (bonapartyzm).